# Pattinaggio di figura ai V Giochi olimpici invernali - Pattinaggio di figura maschile
La competizione del pattinaggio di figura maschile dei V Giochi olimpici invernali si è svolta nei giorni 2 e 5 febbraio 1948 al'Olympic Ice Rink di Sankt Moritz.

## Risultati
La classifica finale è stata determinata dalla regola della maggioranza dei piazzamenti ottenuti dai singoli nove giudici. Se un pattinatore è stato al primo posto dalla maggioranza dei giudici, il pattinatore è classificato primo, il processo è stato poi ripetuto per ogni posto. Se vi era parità si teneva conto di: 1) Totale ordinali, 2) Punti totali, 3) Punti Figure obbligatorie.

### Figure Obbligatorie
Si sono disputate il giorno 2 febbraio.
| Pos. | Atleta               | Nazione        | Piaz. | PO    | PT      |
| ---- | -------------------- | -------------- | ----- | ----- | ------- |
| 1    | Richard Button       | Stati Uniti    | 6×1º  | 14,0  | 110,522 |
| 2    | Hans Gerschwiler     | Svizzera       | 6×2º  | 20,0  | 107,233 |
| 3    | Edi Rada             | Austria        | 5×3º  | 33,5  | 104,556 |
| 4    | John Lettengarver    | Stati Uniti    | 5×4º  | 44,0  | 101,811 |
| 5    | Ede Király           | Ungheria       | 5×4º  | 47,0  | 102,456 |
| 6    | Graham Sharpe        | Gran Bretagna  | 5×5º  | 47,5  | 101,089 |
| 7    | Hellmut May          | Austria        | 5×6º  | 64,0  | 99,244  |
| 8    | Helmut Seibt         | Austria        | 6×8º  | 71,0  | 98,100  |
| 9    | James Grogan         | Stati Uniti    | 5×9º  | 80,0  | 96,378  |
| 10   | Ladislav Čáp         | Cecoslovacchia | 6×10º | 88,0  | 95,444  |
| 11   | Fernand Leemans      | Belgio         | 5×11º | 98,5  | 93,111  |
| 12   | Zdeněk Fikar         | Cecoslovacchia | 6×12º | 107,0 | 91,000  |
| 13   | Wallace Diestelmeyer | Canada         | 6×13º | 116,5 | 89,900  |
| 14   | Karl Enderlin        | Svizzera       | 5×14º | 124,0 | 88,522  |
| 15   | Per Cock-Clausen     | Danimarca      | 5×14º | 132,0 | 87,278  |
| 16   | Carlo Fassi          | Italia         | 5×15º | 137,0 | 84,989  |

### Figure Libere
Si sono disputate il giorno 5 febbraio.
| Pos. | Atleta               | Nazione        | Piaz. | PO  | PT     |
| ---- | -------------------- | -------------- | ----- | --- | ------ |
| 1    | Richard Button       | Stati Uniti    | 9×1º  | 9   | 80,656 |
| 2    | John Lettengarver    | Stati Uniti    | 5×3º  | 28  | 74,589 |
| 3    | Hans Gerschwiler     | Svizzera       | 5×3º  | 31  | 73,889 |
| 4    | Edi Rada             | Austria        | 5×4º  | 37  | 73,578 |
| 5    | Ede Király           | Ungheria       | 7×5º  | 43  | 71,944 |
| 6    | James Grogan         | Stati Uniti    | 5×5º  | 49  | 72,333 |
| 7    | Hellmut May          | Austria        | 5×8º  | 82  | 66,422 |
| 8    | Graham Sharpe        | Gran Bretagna  | 6×11º | 88  | 65,956 |
| 9    | Wallace Diestelmeyer | Canada         | 6×10º | 89  | 66,422 |
| 10   | Karl Enderlin        | Svizzera       | 6×11º | 95  | 65,722 |
| 11   | Ladislav Čáp         | Cecoslovacchia | 6×11º | 98  | 64,789 |
| 12   | Helmut Seibt         | Austria        | 5×11º | 98  | 64,556 |
| 13   | Fernand Leemans      | Belgio         | 5×12º | 107 | 64,711 |
| 14   | Zdeněk Fikar         | Cecoslovacchia | 5×12º | 113 | 63,156 |
| 15   | Carlo Fassi          | Italia         | 7×15º | 126 | 60,978 |
| 16   | Per Cock-Clausen     | Danimarca      | 9×16º | 135 | 58,256 |

### Classifica finale
| Pos.    | Atleta               | Nazione        | Piaz. | PO  | PT      |
| ------- | -------------------- | -------------- | ----- | --- | ------- |
| Oro     | Richard Button       | Stati Uniti    | 8×1º  | 10  | 191,177 |
| Argento | Hans Gerschwiler     | Svizzera       | 5×2º  | 23  | 181,122 |
| Bronzo  | Edi Rada             | Austria        | 6×3º  | 33  | 178,133 |
| 4       | John Lettengarver    | Stati Uniti    | 6×4º  | 36  | 176,400 |
| 5       | Ede Király           | Ungheria       | 8×5º  | 42  | 174,400 |
| 6       | James Grogan         | Stati Uniti    | 5×6º  | 62  | 168,711 |
| 7       | Graham Sharpe        | Gran Bretagna  | 5×7º  | 67  | 167,044 |
| 8       | Hellmut May          | Austria        | 6×8º  | 68  | 165,666 |
| 9       | Helmut Seibt         | Austria        | 5×8º  | 79  | 162,655 |
| 10      | Ladislav Čáp         | Cecoslovacchia | 5×9º  | 96  | 160,233 |
| 11      | Fernand Leemans      | Belgio         | 6×12º | 104 | 157,822 |
| 12      | Wallace Diestelmeyer | Canada         | 6×12º | 110 | 156,322 |
| 13      | Zdeněk Fikar         | Cecoslovacchia | 7×13º | 114 | 154,155 |
| 14      | Karl Enderlin        | Svizzera       | 6×14º | 110 | 154,244 |
| 15      | Carlo Fassi          | Italia         | 5×15º | 135 | 145,966 |
| 16      | Per Cock-Clausen     | Danimarca      | 9×16º | 135 | 145,533 |